# Championnat de Hongrie de football 1902
Navigation
Saison précédente Saison suivante
La saison 1902 du Championnat de Hongrie de football est la 2e édition du championnat de première division en Hongrie, la Nemzeti Bajnokság. Les cinq meilleurs clubs de Budapest sont regroupés au sein d'une poule unique où ils se rencontrent deux fois au cours de la saison, à domicile et à l'extérieur. En fin de saison, le dernier du classement est relégué et remplacé par le champion de II. Osztályú Bajnokság, la deuxième division hongroise, tandis que les 3e et 4e jouent un barrage de promotion-relégation face aux 2e et 3e de D2.
C'est le Budapest TC, tenant du titre, qui termine à nouveau en tête du classement final, avec 6 points d'avance sur le Ferencváros TC et le promu, le 33 FC. C'est le 2e titre de champion de Hongrie de l'histoire du club.

## Les 5 clubs participants
- Budapest TC
- 33 FC - Promu de II. Osztályú Bajnokság
- Ferencváros TC
- Magyar Úszó Egylet
- Budapest SC

## Compétition

### Classement
Le barème utilisé pour établir le classement est le suivant :
- Victoire : 2 points
- Match nul : 1 point
- Défaite, forfait ou abandon : 0 point

| Rang | Équipe                     | Pts | J | G | N | P | Bp | Bc | Diff |
| ---- | -------------------------- | --- | - | - | - | - | -- | -- | ---- |
| 1    | Budapest TC (T)            | 15  | 8 | 7 | 1 | 0 | 31 | 4  | +27  |
| 2    | Ferencváros TC             | 9   | 8 | 4 | 1 | 3 | 14 | 13 | +1   |
| 3    | 33 FC (P)                  | 9   | 8 | 3 | 3 | 2 | 11 | 12 | -1   |
| 4    | Budapest SC                | 4   | 8 | 2 | 0 | 6 | 4  | 33 | -29  |
| 5    | Magyar Úszó Egylet abandon | 3   | 8 | 1 | 1 | 6 | 7  | 5  | +2   |

|  | Vainqueur du championnat de Hongrie 1902                                       |
|  | Participation au barrage de promotion-relégation                               |
|  | Relégation directe en II. Osztályú Bajnokság                                   |
|  | (T) Tenant du titre (C) Vainqueur de la Coupe de Hongrie (P) Promu de DDR-Liga |

### Matchs
| Résultats (▼dom., ►ext.) | 33FC | BSC  | BTC | FTC | MÚE |
| 33 FC                    |      | 2-0  | 2-2 | 2-1 | 1-1 |
| Budapest SC              | 3-1  |      | 1-8 | 0-4 | 0-0 |
| Budapest TC              | 2-0  | 10-0 |     | 5-1 | 2-0 |
| Ferencváros TC           | 3-3  | 3-0  | 0-2 |     | 0-0 |
| Magyar Úszó Egylet       | 0-0  | 5-0  | 0-0 | 1-2 |     |

#### Barrage de promotion-relégation
Les 3e et 4e du classement final affrontent les deux premiers de deuxième division lors d'un match simple.
| Équipe 1       | Résultat | Équipe 2          |
| -------------- | -------- | ----------------- |
| 33 FC          | 2 - 2    | MTK Budapest (D2) |
| Postas SC (D2) | 2 - 0    | Budapest SC       |

## Bilan de la saison
| Championnat de Hongrie de football 1902 |                        |
| Champion                                | Budapest TC (2e titre) |
| Coupes et trophées                      |                        |
| Vainqueur de la Coupe de Hongrie 1902   | Non disputée           |
| Promotions et relégations               |                        |
| Promus en Nemzeti Bajnokság             | Postas SE              |
| Relégués en II. Osztályú Bajnokság      | Budapest SC            |